# 胡堯元
胡堯元（1483年—1526年），字廷獻，號二峯，湖廣武昌府蒲圻縣人，民籍，明朝政治人物。

## 生平
湖廣鄉試第六十八名舉人。正德六年（1511年）中式辛未科會試第一百六十四名，登第二甲第二十名進士。授户部山西司主事，督賦通州，以沮辱阉党谷大用，黜高邮州同知。十三年（1518年）升任江西瑞州府通判，督饷吴城，十四年六月宁王朱宸濠反，知府宋以方被擒，胡尧元微服返郡，代理府事，參與平定宸濠之亂。嘉靖二年（1523年）追敘前功，陞廣西布政使司右參政。卒于平定田州岑猛任上，贈中奉大夫右布政使。

## 家族
曾祖胡友德；祖父胡浩；父胡文，曾任訓導。母石氏；繼母鄧氏。长子胡旦，次子胡昱，乙酉举人、陕西韩城知县；季子胡宣，早卒。